# الحركة الدولية للدفاع عن الأطفال الفلسطينين ضد بايدن
الحركة الدولية للدفاع عن الأطفال الفلسطينيين ضد بايدن هي دعوى قضائية رفعتها الحركة الدولية للدفاع عن الأطفال - فلسطين وآخرون في المحكمة الجزئية الأمريكية للمنطقة الشمالية من كاليفورنيا ضد الرئيس جو بايدن ووزير الدفاع لويد أوستن والوزير والدولة أنتوني بلينكن للمسؤولين الأمريكيين؛ وزعم "الفشل في منع الإبادة الجماعية الجارية ضد غزة والتواطؤ فيها ". ومن بين المدعين العديد من الأمريكيين الفلسطينيين الذين قُتلت عائلاتهم. رفضت المحكمة القضية في 31 يناير/كانون الثاني 2024، وقضت بأنه بينما "من المعقول أن سلوك إسرائيل يرقى إلى مستوى الإبادة الجماعية"، فإن السياسة الخارجية للولايات المتحدة هي مسألة سياسية لا تتمتع المحاكم بالولاية القضائية بشأنها.

## خلفية
شهدت الحرب بين إسرائيل وحماس مستويات عالية من الوفيات بين المدنيين في غزة، ويرجع ذلك في الغالب إلى الغزو الإسرائيلي لغزة، حيث ذكرت منظمة أوكسفام أن "معدل الوفيات في غزة أعلى من أي صراع كبير آخر في القرن الحادي والعشرين". أفاد مكتب الأمم المتحدة لتنسيق الشؤون الإنسانية، نقلاً عن وزارة الصحة في غزة، أنه بحلول اليوم 97 من الحرب قُتل 23,708 شخصًا، وأصيب 60,005 آخرين، ونزح أكثر من 1.9 مليون شخص في غزة.
لقد تأثرت عائلات المدعين بشدة جراء الأعمال العدائية في غزة. وقد أحصى المدعون معًا أكثر من 100 من أفراد الأسرة الذين قتلوا في غزة. ومن بين القتلى ستة أفراد من عائلة أحمد أبو أرتيما قتلوا، بما في ذلك ابنه البالغ من العمر 12 عاماً، وخمسة أفراد من عائلة الدكتور النجار الممتدة، وثمانية من عائلة السيد أبو ركبة الذين قتلوا. وقد وقف العديد من الأفراد و77 منظمة لحقوق الإنسان خلف المدعين بصفتهم أصدقاء المحكمة، بما في ذلك جوش بول من وزارة الخارجية الأمريكية؛ علماء الإبادة الجماعية والمحرقة ويليام شاباس، د. جون كوكس، د. فيكتوريا سانفورد، الدكتور باري تراختنبرغ؛ والصوت اليهودي من أجل السلام.

## الجدول الزمني للقضية
رفع مركز الحقوق الدستورية الدعوى للمدعين في 13 نوفمبر 2023. عُقدت جلسة الاستماع الأولية للأمر القضائي في 26 يناير 2024.

## حصيلة
وفي 31 يناير 2024، رفضت القضية. حكم القاضي بأن المحكمة لا تتمتع بالولاية القضائية على السياسة الخارجية للولايات المتحدة بسبب مبدأ المسألة السياسية في الدستور الأمريكي، لكنه كان يفضل إصدار الأمر القضائي وحث الرئيس بايدن على إعادة التفكير في سياسة الولايات المتحدة، كتابة:
السابقة التي كثيرًا ما يتم الاستشهاد بها ضد اختصاص المحاكم الأمريكية في هذه القضية هي قضية كوري ضد شركة كاتربيلر (2007).
كسبب لعدم تطبيق قوانين الولايات المتحدة فيما يتعلق باتفاقية الإبادة الجماعية على تصرفات حكومة الولايات المتحدة، اعتمدت المحكمة على مبدأ المسألة السياسية واستشهدت بالمنطق في قضية كوري ضد كاتربيلر : "سواء منح المساعدات العسكرية أو غيرها من المساعدات إلى دولة أجنبية هو قرار سياسي متشابك بطبيعته مع إدارة العلاقات الخارجية."

## روابط خارجية
- شكوى CCRJ
- الحركة العالمية للدفاع عن الأطفال – فلسطين ضد بايدن
- تسجيل السمع
- أمر بمنح طلب بالرفض ورفض طلب إصدار أمر قضائي أولي (31 يناير 2024)